# Pseudobagrus brevicaudatus
Pseudobagrus brevicaudatus är en fiskart som först beskrevs av Wu, 1930.  Pseudobagrus brevicaudatus ingår i släktet Pseudobagrus, och familjen Bagridae. Inga underarter finns listade.
Arten är endemisk i Kina och förekommer bland annat i Yangtzefloden och Minfloden.